# Otto Kühne
Pour les articles homonymes, voir Kühne.
Otto Kühne, né le 12 mai 1893 à Berlin et mort le 7 décembre 1955 à Brandebourg-sur-la-Havel (République démocratique allemande), était un militant communiste allemand, qui dirigea un maquis d'antifascistes allemands en Lozère en 1943 et 1944.

## Jeunesse et arrivée en France
Cheminot de profession, il fit partie dès 1912 d'un syndicat et dès 1919 d'un parti politique de gauche, l'USPD, puis à partir de 1920 du Parti communiste d'Allemagne (KPD). Il fut secrétaire de la fraction communiste au Reichstag de 1931 à 1933. À la suite de l'incendie du Reichstag, il dut fuir au Danemark, puis se rendit en Norvège où il organisa un réseau de réfugiés allemands. Il combattit pendant la guerre civile espagnole de mai 1937 à août 1938, puis fuit à Paris.

## Dans les maquis de Lozère
Au début de la guerre, il est interné par le régime de Vichy et travaille au GTE 321 (Groupement de Travailleurs Étrangers), camp de travailleurs étrangers établi à Chanac (Lozère), où il constitue un groupe de résistance avec des anciens des Brigades internationales. Ce groupe est d'abord rattaché au mouvement « Combat », au printemps 1942. Il est en rapport avec la direction du KPD et du Comité « Allemagne Libre » qui se trouve à Lyon.
Au printemps 1942, il est l'un des fondateurs du maquis de Bonnecombe. Il porte alors le faux nom de « Monsieur Schumann » et tente de nouer, non sans difficultés, un contact avec le Parti communiste français. La méfiance règne au début et l'on craint l'infiltration de taupes de la Gestapo. Mais les antifascistes allemands trouvent un soutien fort dans la population cévenole à majorité protestante.
Otto Kühne est assez rapidement le dirigeant de ce maquis. Il a une réputation de solidité, d'intransigeance et d'inflexibilité. Il devient l'officier politique du maquis Montaigne qui, au début 1944, fusionne trois maquis allemands.
Il participe aux combats du 7 et 8 avril 1944, à Saint-Étienne-Vallée-Française (Lozère), où le maquis allemand anéantit une patrouille de la Feldgendarmerie et à une embuscade contre les Waffen SS, le 5 juin 1944, à La Rivière (commune de Saint-Michel-de-Dèze). Il dirige un petit groupe d'une dizaine de maquisards quand le maquis se disperse pour éviter l'encerclement que tentent les SS, en réaction à ces actions du maquis. Lorsque des éléments du maquis allemand se rejoignent au Plan de Fontmort, haut lieu de résistance des Camisards, c'est Otto Kühne qui en prend la direction. Il travaille alors avec le groupe français Bir Hakeim, non sans quelques conflits. Les GMR et la Milice française les traquent dans la montagne. La Wehrmacht attaque le groupe Bir Hakeim à La Borie-La Parade, le dimanche de Pentecôte 1944. Les combats font 61 morts ; les maquisards qui se rendent sont exécutés. Le groupe Otto Kühne perd une dizaine d'hommes.
Il participe aux combats de la Libération, accueillant des déserteurs de la Wehrmacht (en particulier des Arméniens), dans la région de Mende. Dans cette période, il obtient son rattachement aux FTP-MOI. Son nom de résistant est alors « Robert ». Il devient le responsable militaire des FTP-MOI pour la Lozère, le Gard et l'Ardèche. En juin 1944, il est promu lieutenant-colonel et décoré de la Croix de guerre 1939-1945 avec étoile de bronze. En juillet 1944, il a plus de deux mille FTP sous ses ordres.
Il semble qu'Otto Kühne n'ait pas personnellement participé à la libération de Nîmes, ni au défilé du 4 septembre dans lequel les antifascistes allemands étaient représentés. Il rejoint assez vite Lyon où il participe à la direction du Comité Allemagne libre pour l’Ouest (CALPO).
Des écoles, en Allemagne, portent son nom.